# Asaphoidea
Az Asaphoidea a háromkaréjú ősrákok (Trilobita) osztályába és az Asaphida rendjébe tartozó öregcsalád.

## Rendszerezés
Az öregcsaládba az alábbi családok tartoznak:
- Asaphidae
- Ceratopygidae